# Zona especial de conservación del río Támega
El río Támega, además del río, es un espacio natural situado en Galicia (España) catalogado como Zona Especial de Conservación (ZEC) que engloba toda la cuenca gallega del río Támega, que incluye el llamado valle de Monterrey hasta la frontera portuguesa, y sus afluentes. Esta área de conservación ocupa 718,76 ha. de los municipios de Castrelo del Valle, Laza, Monterrey, Oimbra y Verín, todos de la comarca de Verín.

## Fauna y flora

### Flora
En el espacio natural del río Támega dominan en las riberas las masas de alisos (Alnus glutinosa ) y fresnos (Fraxinus excelsior) y prados de siega con especies como Alopecurus pratensis y Sanguisorba officinalis. Le siguen valles y laderas, que van desde el río hasta las montañas, y donde aparecen vegetación acuática o parcialmente acuática y musgos acuáticos.
Además de estos hábitats, se encuentran riberas fangosas y áreas con aguas estancadas, oligotróficas y mesotróficas. También son dignos de mención los brezos húmedos atlánticos de Erica ciliaris y E. tetralix.
Las especies de la flora catalogadas como especies silvestres en régimen de especial protección o presentes en el catálogo gallego de especies amenazadas son:
| Especies                 |
| ------------------------ |
| Drepanocladus vernicosus |
| Narcissus asturiensis    |

### Fauna
La fauna del espacio incluye a los invertebrados Cerambyx cerdo, Lucanus cervus, la rana Pelobates cultripes y los murciélagos Rhinolophus ferrumequinum y Rhinolophus hipposideros. Entre las aves, hay 15 especies de interés, como Elanus caeruleus, Lullula arborea, Emberiza hortulana o Sylvia undata.
Las especies de fauna catalogadas como especies silvestres de especial protección o presentes en el catálogo gallego de especies amenazadas son:
| Grupo         | Especies                  |
| ------------- | ------------------------- |
| Invertebrados | Cerambyx cerdo            |
| Invertebrados | Geomalacus maculosus      |
| Invertebrados | Lucanus cervus            |
| Invertebrados | Oxygastra curtisii        |
| Pez           | Chondrostoma polylepis    |
| Anfibios      | Chioglossa lusitana       |
| Anfibios      | Discoglossus galganoi     |
| Reptiles      | Lacerta schreiberi        |
| Mamíferos     | Galemys pyrenaicus        |
| Mamíferos     | Lutra lutra               |
| Mamíferos     | Miniopterus schreibersii  |
| Mamíferos     | Myotis myotis             |
| Mamíferos     | Rhinolophus ferrumequinum |
| Mamíferos     | Rhinolophus hipposideros  |

## Legislación
El río Támega fue declarado Lugar de Importancia Comunitaria (LIC) en diciembre de 2004 dentro de la región atlántica y en septiembre de 2006 dentro de la región mediterránea y ascendió a Zona Especial de Conservación (CEF) en marzo de 2014.

## Galería de imágenes

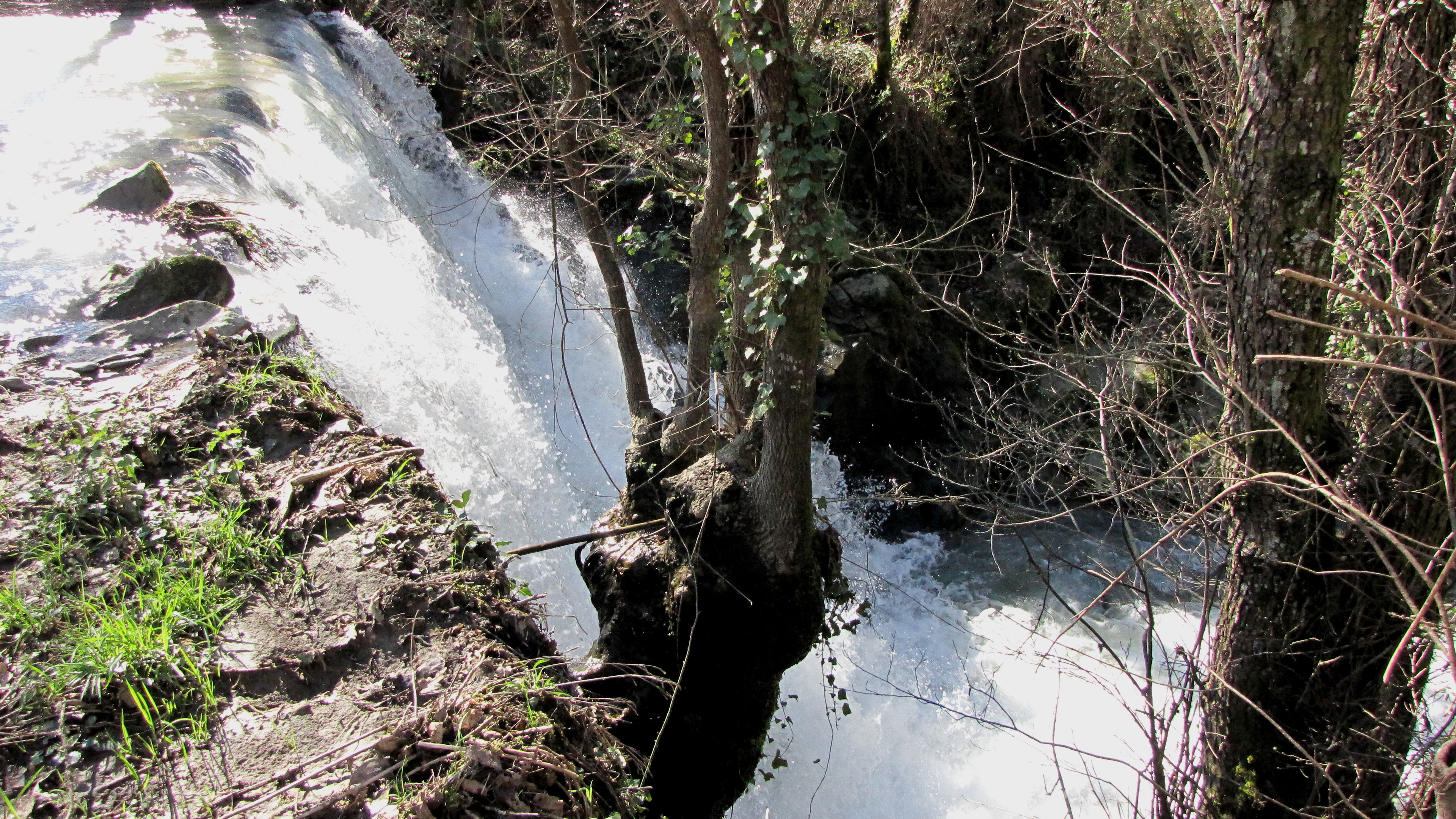
Río Cereixo en Laza
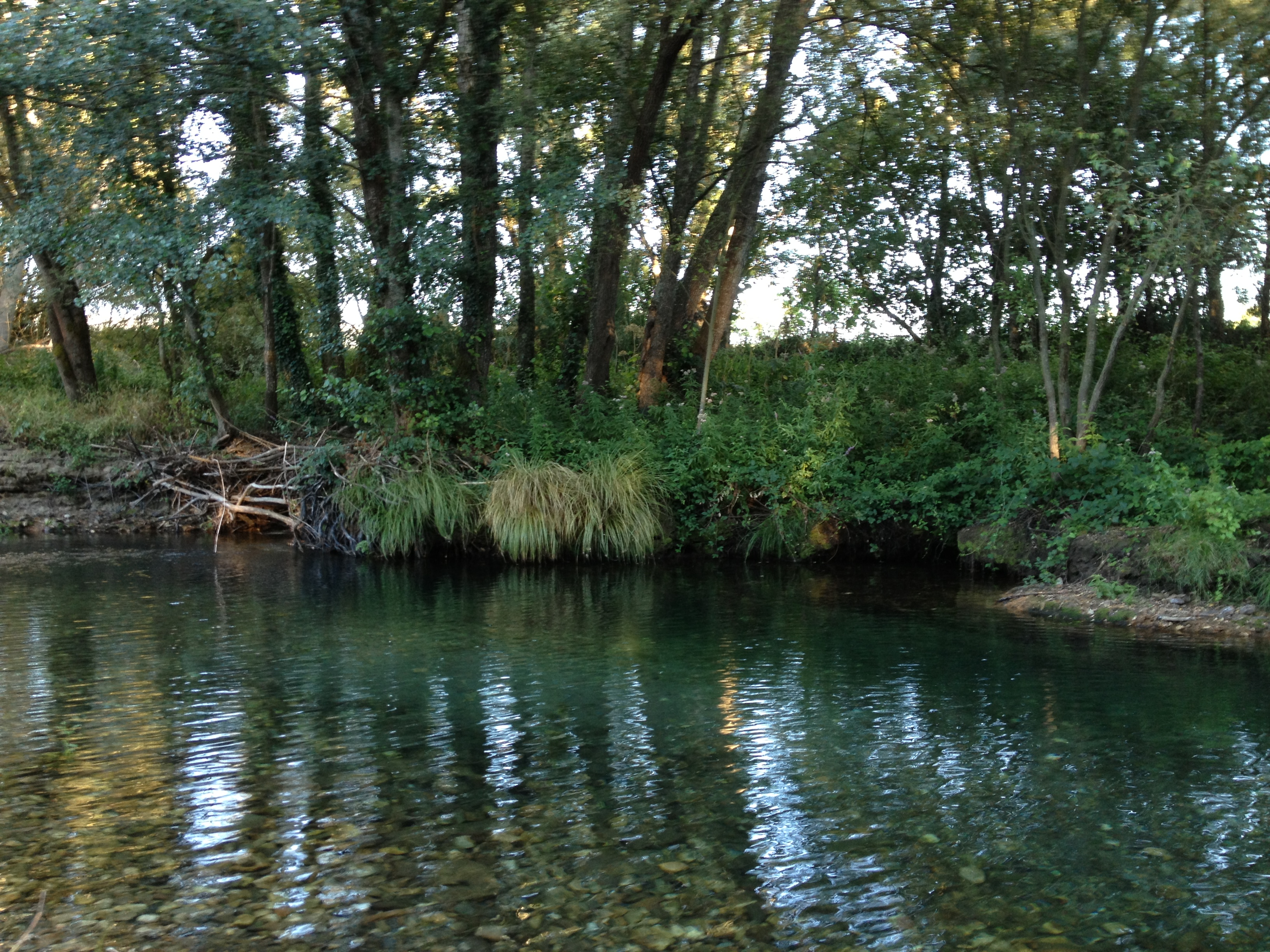
La vega en Castrelo del Valle